# Sumpand
Sumpand (Spatula hottentota) är en afrikansk fågel i familjen änder inom ordningen andfåglar.

## Utseende och läten
Sumpanden är en mycket liten (30-35 cm) andfågel med mörk hjässa, gräddgula kinder och en diagnostisk mörk fläck från örontäckarna bak i nacken. Den är mycket mindre än ytligt lika rödnäbbad and med blå, ej röd näbb. I flykten syns en grön vingspegel och vit vingbakkant samt svartvit vingundersida. Fågeln är tystlåten, men yttrar ett ljust kvackande när den tar till vingarna.

## Utbredning och systematik
Fågeln förekommer lokalt i Afrika söder om Sahara och på Madagaskar. Den är en häckande flyttfågel i östra och södra Afrika, från Sudan och Etiopien, västerut till Niger och Nigeria och söderut till Sydafrika och Namibia. I västra Afrika och på Madagaskar är den en stannfågel. Den behandlas som monotypisk, det vill säga att den inte delas in i några underarter.

### Släktskap
Sumpanden är närmast släkt med de sydamerikanska änderna punaand och silverand. Tillsammans med exempelvis skedand förs de numera oftast till släktet Spatula. Flera genetiska studier visar att dessa står närmare ångbåtsänder i Tachyeres och sydamerikanska änderna i de monotypiska släktena Speculanas, Lophonetta och Amazonetta. Svenska BirdLife Sveriges taxonomikommitté följde efter 2022.

## Levnadssätt
Sumpanden lever i små grupper eller i par. Den häckar året runt, och häckningen är beroende av nederbörd. Boet byggs av vegetation och placeras ovan vattnet i trädstubbar och dylikt. Ungarna lämnar boet snart efter att de är kläckta och modern skyddar dem bara från predtorer och för dem till områden med föda. Sumpanden är allätare och föredrar mindre grunda vatten.

## Status och hot
Arten har ett stort utbredningsområde och en stor population, men tros minska i antal, dock inte tillräckligt kraftigt för att den ska betraktas som hotad. Internationella naturvårdsunionen IUCN kategoriserar därför arten som livskraftig (LC).